# Melica rectiflora
Melica rectiflora är en gräsart som beskrevs av Pierre Edmond Boissier och Theodor Heinrich von Heldreich. Melica rectiflora ingår i släktet slokar, och familjen gräs. Inga underarter finns listade i Catalogue of Life.